# Cicely Mary Barker

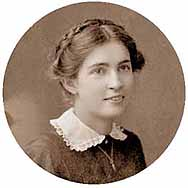
Cicely Mary Barker, ca. 1915

Cicely Mary Barker (* 28. Juni 1895 in Croydon, Surrey; † 16. Februar 1973 in Worthing, West Sussex) war eine britische Illustratorin, die vor allem für eine Reihe von Fantasy-Illustrationen bekannt ist, die Feen und Blumen darstellen. Barkers künstlerische Ausbildung begann im Kindesalter mit Korrespondenzkursen und Unterricht an der Croydon School of Art. Zu ihren ersten professionellen Arbeiten gehörten Grußkarten und Illustrationen für Jugendzeitschriften, und ihr erstes Buch, Flower Fairies of the Spring, wurde 1923 veröffentlicht. In den folgenden Jahrzehnten wurden ähnliche Bücher veröffentlicht.
Barker war gläubige Anglikanerin und spendete ihre Werke für christliche Wohltätigkeitsorganisationen und Missionswerke. Sie produzierte einige Bücher mit christlichen Themen wie The Children’s Book of Hymns und, in Zusammenarbeit mit ihrer Schwester Dorothy, He Leadeth Me. Sie entwarf ein Glasfenster für die St. Edmund’s Church in Pitlake, und ein Gemälde des Christuskindes, The Darling of the World Has Come, wurde von  Queen Mary erworben.
Barker beherrschte die Techniken Aquarell, Feder und Tinte, Öl- und Pastellmalerei gleichermaßen. Kate Greenaway, Beatrice Potter und die Präraffaeliten waren die wichtigsten Einflüsse auf ihr Werk. Sie behauptete, instinktiv zu malen und lehnte künstlerische Theorien ab. Sie veröffentlichte drei Bücher der Flower Fairies-Serie mit Frühlings-, Sommer- und Herbstthemen, aber erst 1985 wurde eine Wintersammlung aus ihrem verbliebenen Werk zusammengestellt und posthum veröffentlicht.

## Leben
Barker wurde als zweite Tochter und jüngstes Kind von Walter Barker (1866–1912), einem Teilhaber einer Saatgutfirma und Hobbykünstler, und seiner Frau Mary Eleanor (Oswald) Barker (1869–1960) geboren. Barker war als Kind Epileptikerin und wurde von ihren Eltern zu Hause gepflegt. Später setzte ihre zwei Jahre ältere Schwester Dorothy Oswald Barker (1893–1954) die Pflege fort.S. 7–8 Die Familie war einigermaßen wohlhabend. Ein Kindermädchen, eine Gouvernante und eine Köchin, die spezielle Mahlzeiten für Barker zubereitete, wurden angestellt. Sie verbrachte viel Zeit zu Hause im Bett und vergnügte sich mit Malbüchern und einer Kinderbibliothek, zu der auch die Werke von Kate Greenaway und Randolph Caldecott gehörten – zwei Künstler, die ihre spätere Kunst stark beeinflussten.S. 7–8
Barker nahm an Fernkursen für Kunst teil, wahrscheinlich bis etwa 1919. Im Jahr 1908, im Alter von 13 Jahren, trat sie in eine Abendklasse der Croydon School of Art ein und besuchte die Schule bis in die 1940er Jahre. Mit der Zeit erhielt sie einen Lehrauftrag.
1911 kaufte der Bildkartenverlag Raphael Tuck & Sons vier von Barkers „kleinen Zeichnungen“ für einen halben Sovereign,S. 11 und veröffentlichte sie als Postkarten. Im Oktober 1911 gewann sie den zweiten Preis im Plakatwettbewerb der Croydon Art Society und wurde kurz darauf zum jüngsten Mitglied der Gesellschaft gewählt. Der Kunstkritiker des Croydon Advertiser bemerkte: „Ihre Zeichnungen zeigen eine bemerkenswerte Freiheit des Geistes. Sie hat ein ausgeprägtes Talent“.
Nach dem Tod ihres Vaters 1912 reichte sie Kunst und Gedichte bei My Magazine, Child’s Own, Leading Strings und Father Tuck Annuals ein, um ihre Mutter und ihre Schwester zu unterstützen. Ihre Schwester Dorothy unterrichtete in zwei Privatschulen, bevor sie zu Hause einen Kindergarten eröffnete. Das brachte etwas Geld für den Unterhalt der Familie ein, während sie den Haushalt führte.S. 16
Feen wurden im 20. Jahrhundert zu einem beliebten Thema in Kunst und Literatur, nachdem Arthur Conan Doyles The Coming of the Fairies, Peter Pan von J. M. Barrie und das märchenhafte Werk der Australierin Ida Rentoul Outhwaite erschienen waren. Queen Mary machte solche Themen noch populärer, indem sie in den 1920er Jahren Postkarten von Outhwaite an Freunde schickte. 1918 produzierte Barker eine Postkartenserie mit Elfen und Feen.
Im Jahr 1923 schickte Barker ihre Blumenfeenbilder an verschiedene Verleger. Blackie & Son zahlte 25 Pfund für 24 Bilder mit begleitenden Versen, aber erst mit der Veröffentlichung von Flower Fairies of the Summer im Jahr 1925 erhielt Barker Tantiemen für ihre Arbeit. Mary Violet Clayton Calthrop, die Frau des Schriftstellers Dion Clayton Calthrop, schrieb im April 1925 über Barker und Flower Fairies of the Spring: „Sie hat einen exquisiten Geschmack, abgesehen von ihrer zeichnerischen Begabung.“S. 22 f.
1924 zog die Familie in ein vierstöckiges viktorianisches Doppelhaus. Barker ließ sich im Garten ein Atelier einrichten, und ihre Schwester leitete in einem Raum auf der Rückseite des Hauses den Kindergarten. Die Familie lebte sparsam und besuchte sowohl die St. Edmund’s als auch die St. Andrew’s in Croydon – bescheidene Gemeinden für die weniger Privilegierten, in den sie ein aktives Mitglied wurde. Barker fügte manchmal Porträts der Gemeindemitglieder in ihre religiösen Werke ein.S. 24
Die Kinder des Kindergartens standen für die Flower Fairies Modell, bis der Kindergarten 1940 geschlossen wurde. 1958 sagte Barker in einem Interview: „My sister ran a kindergarten and I used to borrow her students for models. For many years I had an atmosphere of children about me – I never forgot it.“ Sie malte auch die Kinder von Verwandten sowie Gladys Tidy, die junge Haushälterin der Barkers, die 1923 für die Primrose Fairy Modell stand. Die Pflanzen wurden aus dem Garten heraus gemalt, und wenn ein Exemplar nicht zur Hand war, besorgten die Mitarbeiter von Kew Gardens die benötigten Exemplare. Barker entwarf und fertigte die Kostüme der Blumenfeen an, wobei sie sich an den Blüten und Blättern der jeweils darzustellenden Pflanze orientierte. Die Kostüme wurden in einer Truhe in ihrem Atelier aufbewahrt, zusammen mit Flügeln aus Zweigen und Gaze. Nach Fertigstellung einer Illustration wurden sie zerlegt und die Teile für andere Kostüme wiederverwendet. Sie bezog sich dabei oft auf Dion Clayton Calthrops English Costume.
In den späten 1920er Jahren begann Barker daran zu zweifeln, dass sie genug für die Kirche tat, und erwog, sich ausschließlich auf geistliche Werke zu konzentrieren. Familie und Freunde empfahlen ihr, weiterhin weltliche und geistliche Werke zu schreiben, was sie auch tat.S. 25 f.
Barker unternahm Skizzenreisen nach Amberley und Storrington in Sussex sowie nach Cornwall und an die Südküste mit Familie und Freunden. Sie besuchte und wohnte bei der Künstlerin Margaret Tarrant in Gomshall, Surrey, und bei ihrer Familie in Ugglebarnby, in der Nähe von Whitby, North Yorkshire.
1940 ging das Hausmädchen der Barkers in den Ruhestand, und Dorothy Barker schloss ihre Schule im hinteren Teil des Hauses. Sie führte weiterhin den Haushalt und gab sowohl ihrer Mutter als auch ihrer Schwester die nötige Pflege. Dorothy und ihre Schwester arbeiteten nur an zwei Büchern zusammen: Our Darling’s First Book und das christliche Buch He Leadeth Me. Im Jahr 1954 starb Dorothy Barker an einem Herzinfarkt. Nach dem Tod ihrer Schwester konnte Barker ihrer Kunst nicht mehr in nennenswertem Umfang nachgehen, da ihr die gesamte Pflege ihrer hochbetagten Mutter zufiel, aber es gelang ihr, mit der Planung eines Glasfensters zum Andenken an ihre Schwester für die St. Edmund’s Church in Pitlake, zu beginnen.S. 26.
Barkers Mutter starb 1960, danach restaurierte sie eine Maisonette-Wohnung in Storrington, Sussex, die ihr von ihrer Freundin Edith Major vermacht worden war, und nannte sie „St. Andrew’s“. Nachdem sie dort eingezogen war, begann sich ihr Gesundheitszustand zu verschlechtern.S. 28–30 Sie starb 1973  im Alter von 77 Jahren im Krankenhaus von Worthing. Es fanden zwei Trauerfeiern statt – eine in der Kirche von Storrington und eine in Barkers Maisonettewohnung. Ihre Asche wurde auf dem Friedhof von Storrington verstreut.S. 28–30
1989 erwarb Frederick Warne & Co, seit 1983 eine Abteilung von Penguin Books, die Rechte an den Flower Fairies der Blumenfeen.

## Kunst
Barker arbeitete hauptsächlich mit Aquarell und Tusche, aber sie war ebenso geschickt in Zeichnung oder Öl- und Pastellmalerei. Sie trug ein Skizzenbuch bei sich, um interessante Kinder festzuhalten. Sie sagte: „I have always tried to paint instinctively in a way that comes naturally to me, without any real thought or attention to artistic theories.“
Kate Greenaway hat ihre Kunst am stärksten beeinflusst. Barkers Kinder tragen nostalgische Kleidung wie Greenaways Kinder, allerdings sind Barkers Kinder weniger melancholisch und weniger flach, was vielleicht auf die Fortschritte in der Drucktechnik zurückzuführen ist. Barker studierte Blumen mit einem analytischen Auge. Neben Greenaway, Tarrant und anderen zeitgenössischen Malerinnen beeinflusste auch Alice B. Woodward Barkers Werk.
Die Präraffaeliten hatten einen starken, lebenslangen Einfluss auf Barker. Sie äußerte: „I am to some extent influenced by them—not in any technical sense, but in the choice of subject matter and the feeling and atmosphere they could achieve.“ Sie gab zu, dass sie eine Vorliebe für die frühen Gemälde von John Everett Millais und „die wunderbaren Dinge“ von Edward Burne-Jones hegte.
Barkers Skizzen, Zeichnungen und Gemälde von Kindern wurden an Freunde oder die Eltern der Dargestellten verschenkt, an karitative Einrichtungen und kirchliche Veranstaltungen gespendet oder von verschiedenen Kunstorganisationen ausgestellt. Sie illustrierte Zeitschriftencover und Schutzumschläge und produzierte Postkartenserien für Raphael Tuck & Sons und andere Verlage wie Picturesque Children of the Allies (1915), Seaside Holidays (1918) und Shakespeare’s Boy and Girl Characters (1917, 1920). Ihre eigenen Geschichten Old Rhymes for All Times (1928) und The Lord of the Rushie River (1938), über ein Mädchen, das mit Schwänen an einem Flussufer lebt, wurden von der Kritik sehr positiv aufgenommen. Groundsel and Necklaces (1943) spielt um das Jahr 1800 und handelt von einem Mädchen namens Jenny, das ihre Familie durch die Hilfe von Feen aus der Armut rettet. In der Geschichte taucht ein alter, Scrooge-ähnlicher Mann namens „Mr. Petercoo“ auf, der ein soziales Bewusstsein im Dickens’schen Sinne anklingen lässt. Simon the Swan, der als Fortsetzung von The Lord of the Rushie River gedacht war, wurde 1943 zusammen mit Groundsel and Necklaces bereits skizziert, aber erst 1953 ausgeführt. Es wurde 1988 posthum veröffentlicht und gilt in der Kritik als weniger erfolgreich als Groundsel.S. 67–71
Barker war eine gläubige Christin und schuf Zeit ihres Lebens Werke mit religiösen Themen. Für die Society for Promoting Christian Knowledge veröffentlichte sie 1916 acht Postkarten und 1923 fünf Schutzengel-Geburtstagskarten. Über einen Zeitraum von 20 Jahren entwarf sie Weihnachtskarten für die Girls’ Friendly Society, und die ersten drei Entwürfe wurden 1923 in einer Auflage von 46.500 Stück verkauft. Ein Originalentwurf für die Society mit dem Titel The Darling of the World Has Come wurde 1926 von Queen Mary für 5 Pfunderworben. Die Croydon Art Society hängte Barkers Umschlagentwurf für die Society for the Propagation of the Gospel in ihrer Ausstellung im November 1919 auf.S. 93 f.
Zu den Büchern mit religiösem Thema gehören The Children’s Book of Hymns (1929) und He Leadeth Me (1933), letzteres in Zusammenarbeit mit ihrer Schwester geschrieben. Zu den wichtigsten religiösen Werken gehört das Triptychon in Öl, The Feeding of the Five Thousand (1929), für die Kapelle in Llandaff House, einem Heim für mittellose Frauen in Penarth, Wales, und The Parable of the Great Supper (1934) für die St. George’s Chapel, Waddon. Das Triptychon ist verschollen, und nur eine Schwarz-Weiß-Fotografie von 1929 gibt das Werk wieder.S. 1171941 stellte sie Öltafeln zum Thema der sieben Sakramente für das Taufbecken in der St. Andrew’s Church fertig. In den Jahren 1948 und 1962 entwarf sie Behänge für die Wand hinter dem Taufbecken. Im Jahr 1946 vollendete sie das Ölgemälde Out of Great Tribulation, für die Memorial Chapel der Methodist Church in Norbury. Nach dem Tod ihrer Schwester im Jahr 1954 begann Barker mit den Entwürfen für ein Glasfenster zur Fußwaschung. Ihr letztes religiöses Werk wurde 1962 in der St. Edmund’s Church in Pitlake aufgehängt.S. 95–98

## Werk
Postkarten
- Picturesque Children of the Allies. J. Salmon, 1916.
- National Mission. Society for the Preservation of Christian Knowledge, 1916.
- Shakespeare’s Boy Characters. C. W. Faulkner, 1917.
- Shakespeare’s Girl Characters. C. W. Faulkner, 1920.
- Seaside Holiday. J. Salmon, 1918, 1921.
- Elves and Fairies. S. Harvey, 1918.
- Guardian Angel. Society for the Preservation of Christian Knowledge, 1923.
- Christmas cards. Girls’ Friendly Society, 1920er, 1930er.
- Christmas cards (Vereinigte Staaten). Barton-Colton, 1920er, 1930er.
- Beautiful Bible Pictures. Blackie, 1932.

Bücher
- Flower Fairies of the Spring. Blackie, 1923.
- Spring Songs with Music. Blackie, 1923.
- Flower Fairies of the Summer. Blackie, 1925.
- Child Thoughts in Picture and Verse (von M. K. Westcott). Blackie, 1925.
- Flower Fairies of the Autumn. Blackie, 1926.
- Summer Songs with Music. Blackie, 1926.
- The Book of the Flower Fairies. Blackie, 1927.
- Autumn Songs with Music. Blackie, 1927.
- Old Rhymes for All Times. Blackie, 1928.
- The Children’s Book of Hymns. Blackie, 1929, 1933.
- Our Darling’s First Book (zusammen mit Dorothy Barker). Blackie, 1929.
- Flower Fairies of the Seasons. Blackie, 1930.
- The Little Picture Hymn Book. Blackie, 1933.
- Rhymes New and Old. Blackie, 1933.
- A Flower Fairy Alphabet. Blackie, 1934.
- A Little Book of Old Rhymes. Blackie, 1936.
- He Leadeth Me (zusammen mit Dorothy Barker); Blackie, 1936.
- A Little Book of Rhymes New and Old. Blackie, 1937.
- The Lord of the Rushie River. Blackie, 1938.
- Fairies of the Trees. Blackie, 1940; nachgedruckt unter Flower Fairies of the Trees.
- When Spring Came In at the Window. Blackie, 1942.
- A Child’s Garden of Verses (Robert Louis Stevenson). Blackie, 1944.
- Flower Fairies of the Garden; Blackie, 1944.
- Groundsel and Necklaces. Blackie, 1946; nachgedruckt unter Fairy Necklaces.
- Flower Fairies of the Wayside. Blackie, 1948.
- Flower Fairies of the Flowers and Trees. Blackie, 1950.
- Lively Stories. Macmillan, 1954.
- The Flower Fairy Picture Book. Blackie, 1955.
- Lively Numbers. Macmillan, 1957.
- Lively Words. Macmillan, 1961.
- The Sand, the Sea and the Sun. Gibson, 1970.

Posthum veröffentlichte Werke
- Flower Fairies of the Winter. Blackie, 1985.
- Simon the Swan. Blackie, 1988.
- A Little Book of Prayers and Hymns. Frederick Warne, 1994.
- A Flower Fairies Treasury. Frederick Warne, 1997.
- Fairyopolis. Frederick Warne, 2005.
- Wild Cherry Makes A Wish (zusammen mit Pippa Le Quesne). Frederick Warne, 2006.
- How to find Flower Fairies. Frederick Warne, 2007.
- Return to Fairyopolis. Frederick Warne, 2008.

Buchcover
- A New Epiphany. Society for the Preservation of Christian Knowledge, 1919.
- 43 Annuals. Blackie, 1920er, 1930er.

Religiöse Werke
- St. Cecily’s Garden. 1920.
- Cradle roll design. St. Edmund’s, Pitlake 1922.
- Banner design. St. Mary’s, Sanderstead 1923.
- The Feeding of the Five Thousand (Triptychon). Penarth, Wales 1929.
- The Parable of the Great Supper(Triptychon). St. George’s Chapel, Waddon.
- The Seven Sacraments (Wandbehänge am Taufbecken). St. Andrew’s Church, Croydon.
- St. John the Baptist. Abesford Church 1943.
- Schriftzug, Schwert und Schild; Passepartout für eine Liste der Männer und Frauen, die in den Streitkräften dienen. St. Andrews Church, Croydon 1943.
- Wandbehänge am Taufbecken. St. Andrews Church, Croydon 1948, 1962.
- Out of Great Tribulation. Norbury Methodist Church 1948.
- I Am Among You As He That Serveth (Glasfenster). St. Edmund’s Church, Pitlake 1962.